# Вишняков, Павел Терентьевич
Павел Терентьевич Вишняков (20 июля 1926 - 30 июня 2013 года) — участник Великой Отечественной войны, общественный и хозяйственный деятель Советского Союза и Российской Федерации, почётный гражданин города Гуково (1996), краевед, редактор «Книги памяти».

## Биография
Родился 20 июля 1926 года в хуторе Абакумовский Алексеево-Лозовского района Северо-Кавказского края, ныне Чертковский район, Ростовской области. Терентий Иванович его отец из крестьян Воронежской губернии, а мать, Татьяна Герасимовна (Сахарова, тоже из крестьянской семьи. В октябре 1936 года вся семья переехала на постоянное место жительство в хутор Чуево, что расположился недалеко от железнодорожной станции Гуково. Павел сначала проходил обучение в средней школе № 33 в посёлке шахты № 15-16 треста «Гуковуголь», а затем перешёл учиться в школу № 36 в посёлке шахты № 20.
Во время оккупации находился на территории хутора Чуево. В апреле 1943 года, после освобождения, добровольно в возрасте шестнадцати полных лет записался в красную Армию. 1 мая 1943 года в Красном Сулине принял военную присягу. Назначен третьим орудийным номером первого расчета. Летом 1943 года принимал участие в боях у железнодорожных станций Красный Сулин, Зверево. В составе третьей батареи участвовал в освобождении Украины, Польши. Победу над фашистами встретил в небольшом немецком городке Лабанде. 
В ноябре 1948 года уволен со службы по состоянию здоровья. Возвратился в Гуково и стал трудиться на строительстве городской инфраструктуры. Прошёл обучение в вечерней школе. В 1963 году с отличием завершил обучение на вечернем отделении Гуковского горного техникума, получил специальность «Промышленная разработка угольных месторождений». Трудоустроился и на протяжении длительного времени работал на шахте «Гуковская», сначала горным мастером, а затем был назначен на должность начальника участка. 
В 1960 году познакомился с краеведом и историком Леонидом Ивановичем Никулиным. Стал активно участвовать в поисковых мероприятиях, оказывал помощь в сборе архивной информации. Участвовал в патриотических слётах и походах. С большим интересом изучал краеведение, познавал азы поисковой работы и музееведения. Был одним из участников создания Гуковского краеведческого Народного музея. Много лет являлся секретарём общественного Совета Народного музея.
Самой значительной его работой стала шестилетняя поисковая деятельность по сбору данных для Книги Памяти о гуковчанах, павших в Великой Отечественной войне и в интернациональных конфликтах. Этот труд вышел в печать к 50-летию Победы в Великой Отечественной войне. Имена 1066 воинов Красной Армии были упомянуты в Книге памяти.
В апреле 1989 года был избран председателем Совета Гуковского городского отделения ВООПИиК. По инициативе и с активным участием Вишнякова в 1996 году ко Дню Победы проведена масштабная реконструкция мемориального памятника памяти павших за Отечество в городе Гуково. На металлических плитах выведены имена 558 бойцов, жителей Гуково.
По решению депутатов городской Думы 28 июня 1996 года в знак уважения и общественного признания заслуг перед городом, долголетний шахтёрский труд, проведение большой воспитательной патриотической работы с молодёжью, плодотворный труд по изданию «Книги Памяти» ему присвоено звание "Почетный гражданин города Гуково Ростовской области".
В июне 2002 года принял участие в качестве делегата VIII съезда ВООПИиК в Москве. В Ростовском Государственном архиве создан «Фонд П.Т. Вишнякова».
Павел Терентьевич Вишняков умер 30 июня 2013 года.

## Награды
За боевые и трудовые успехи удостоен:
- Орден Отечественной войны II степени
- Медаль «За победу над Германией в Великой Отечественной войне 1941—1945 гг.»
- Медаль «Ветеран труда»
- другие медали.
- Почётный гражданин города Гуково Ростовской области (28 июня 1996 год).